# Martijn Polak
Maurice Valentijn (Martijn) Polak (Ede, 8 januari 1961) is een Nederlands jurist. Polak is vicepresident van de Hoge Raad der Nederlanden.

## Jeugd en opleiding
Polak is de zoon van Jim Polak (1922-2014), hoogleraar rechten aan de Landbouwhogeschool Wageningen en lid van de Raad van State, en Lies Posthuma, dochter van Suardus Posthuma, directeur van De Nederlandsche Bank en hoogleraar aan de Erasmus Universiteit.
Hij volgde gymnasium-alpha aan het Marnix College in zijn geboorteplaats en studeerde vervolgens rechtsgeleerdheid aan de Universiteit Leiden, waar hij in 1983 cum laude afstudeerde in het civiel recht. Tijdens zijn studie was hij student-assistent bij het Papyrologisch Instituut van de universiteit en redacteur van het vaktijdschrift Ars Aequi. Ook was hij lid van LSV Minerva. In 1983-1984 studeerde hij een jaar aan de Columbia-universiteit in New York, waar hij de graad Master of Laws behaalde.

## Loopbaan
Van 1984 tot 1987 was Polak wetenschappelijk assistent aan de Katholieke Universiteit Brabant te Tilburg en medewerker van het T.M.C. Asser Instituut voor internationaal en Europees recht te Den Haag. In 1988 promoveerde Polak te Leiden op het proefschrift Arbeidsverhoudingen in het Nederlandse internationaal privaatrecht; promotor was Hans Verheul. Sinds 1986 was hij werkzaam als advocaat bij De Brauw Blackstone Westbroek te Den Haag en later te Amsterdam, waar hij zich met name bezighield met de civiele cassatiepraktijk en het internationaal privaatrecht. Vanaf 1987 was hij tevens secretaris en later lid van de Staatscommissie voor het internationaal privaatrecht.
In 1989, een jaar na zijn promotie, werd Polak op de leeftijd van 27 jaar benoemd tot hoogleraar internationaal privaatrecht aan de Katholieke Universiteit Brabant. In 1992 stapte hij over naar de Universiteit Leiden, waar hij zijn promotor Verheul opvolgde als hoogleraar internationaal privaatrecht en privaatrechtelijke rechtsvergelijking. Op 1 september stapte hij over naar de Hoge Raad vanwege zijn benoeming tot raadsheer in de civiele kamer. Zijn afscheidsrede op 17 mei 2013 was getiteld IPR-abacadabra: Internationaal privaatrecht voor tovenaars, hogepriesters en mandarijnen. Met ingang van 1 oktober 2020 volgde Polak Ernst Numann op als vicepresident van de Hoge Raad en voorzitter van de civiele kamer.
Van 2019 tot 2022 was Polak president van het Benelux-Gerechtshof; hij is sindsdien eerste vicepresident van het Hof. Hij was tevens lange tijd voorzitter van het bestuur van de Stichting Ars Aequi.
Bestuur van de Hoge Raad:
G. de Groot (president) · M.V. Polak · M.J. Kroeze ·  V. van den Brink · J. de Hullu · R.J. Koopman · M.E. van Hilten (vicepresidenten)

Eerste kamer:
G. de Groot · 
M.V. Polak · 
M.J. Kroeze (vzrs.) · 
A.E.B. ter Heide ·
F.J.P. Lock · 
G.C. Makkink · 
C.E. du Perron · 
F.R. Salomons · 
S.J. Schaafsma · 
C.H. Sieburgh · 
T.H. Tanja-van den Broek · 
K. Teuben · 
H.M. Wattendorff

Tweede kamer:
V. van den Brink · 
M.J. Borgers (vzrs.) · 
Y. Buruma · 
C. Caminada · 
J.C.A.M. Claassens · 
C.N. Dalebout · 
T. Kooijmans · 
M. Kuijer · 
A.E.M. Röttgering ·
A.L.J. van Strien ·
T.B. Trotman

Derde kamer:
M.E. van Hilten · 
J.A.R. van Eijsden (vzrs.) · 
M.T. Boerlage ·
P.A.G.M. Cools ·
E.F. Faase · 
M.W.C. Feteris · 
M.A. Fierstra · 
R.J. Koopman ·
E.N. Punt ·
A.E.H. van der Voort Maarschalk · 
J. Wortel

J.E.M. Polak (i.b.d.) · 
H.G. Sevenster (i.b.d.) · 
C.J. Borman (i.b.d.)

Parket:
F.W. Bleichrodt (procureur-generaal) · 
M.H. Wissink (plv. procureur-generaal) · 

Advocaten-generaal civiel:
B.F. Assink · 
R.H. de Bock · 
B.J. Drijber · 
T. Hartlief · 
F.F. Langemeijer (i.b.d.) · 
S.D. Lindenbergh · 
M.L.C.C. Lückers · 
G.R.B. van Peursem · 
E.B. Rank-Berenschot · 
G. Snijders · 
W.L. Valk · 
P. Vlas · 
E.M. Wesseling-van Gent 

Advocaten-generaal straf:
D.J.C. Aben · 
P.M. Frielink · 
A.E. Harteveld · 
E.J. Hofstee · 
B.F. Keulen · 
D.J.M.W. Paridaens · 
T.N.B.M. Spronken · 
P.C. Vegter (i.b.d.)

Advocaten-generaal belasting:
C.M. Ettema · 
R.L.H. IJzerman · 
R.E.C.M. Niessen · 
P.J. Wattel